# Schwarz-Luchtschip

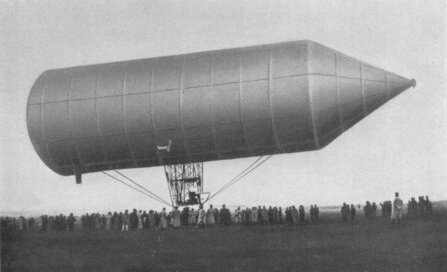

Het Schwarz-Luchtschip is een van de twee volledig metalen luchtschepen.  Het andere was de ZMC-2.
De vervormbaarheid van slappe luchtschepen brachten David Schwarz op het idee om een volledig ijzeren luchtschip te bouwen. Hij zocht contact met Carl Berg, een aluminiumleverancier, en kwam met Berg overeen dat Berg voor het aluminium zou zorgen. De ingenieurs van Berg zouden ook het volledige ontwerp moeten maken. In feite deed Schwarz eigenlijk niet veel. Bij verkoop aan de militaire autoriteiten van een land zouden Schwarz en Berg eerlijk delen in de winst, na aftrek van de kosten.  